# Слава (фільм, 2009)
«Слава» (англ. «Fame») - музичний фільм 2009 року, ремейк фільму Алана Паркера «Слава».

## Зміст
Це історія про людей, які обрали своєю професією нелегкий шлях мистецтва. Танці, музика, живопис - ось те чим дихають всі, хто знаходиться в цих стінах. Але щоб заявити про себе і добитися успіху і визнання, потрібні роки завзяття та каторжної праці.

## Ролі
| Актор                     | Роль                   | На російську мову ролі дублювали |
| ------------------------- | ---------------------- | -------------------------------- |
| Кей Панабейкер            | Дженні Гаррісон        | Марія Іващенко                   |
| Волтер Перес              | Віктор Таварес         | Олександр Гаврилін               |
| Наутон Нетарі             | Деніз Дюпре            | Поліна Щербакова                 |
| Ешер Бук                  | Марко                  | Михайло Тихонов                  |
| Керінгтон Пейн            | Еліс Еллертон          | Наталія Грачова                  |
| Коллинз Пенни             | Малік Вошберн          | Діомід Виноградов                |
| Крісті Флорес             | Росі Мартінес          | Вероніка Саркісова               |
| Пол Макгілл               | Кевін Барретт          | Олексій Єлістратов               |
| Бібі Нойвірт              | міс Крафт              | Олена Соловйова                  |
| Пол Яконо                 | Ніл Бачинські          | Денис Яковлєв                    |
| Чарльз С. Даттон          | містер Джеймс Дауд     | Володимир Герасимов              |
| Келсі Греммер             | містер Мартін Кленстон | Дальвін Щербаков                 |
| Анна Марія Перес де Тагле | Джой                   | Ліна Іванова                     |
| Меган Маллаллі            | міс Френ Роуен         | Олена Войновська                 |
| Деббі Аллен               | міс Анжела Сіммс       |                                  |
| Коді Лонго                | Енді Метьюс            | Ілля Хвостиков                   |

## Слогани
- «Dream it. Earn it. Live it.» (переклад: «Мрій. Слухай. Живи.»)
- «Baby look at me» (переклад: «Дитинка поглянь на мене»)
- «I'm gonna live forever» (переклад: «Я буду жити вічно»)
- «I'm gonna learn how to fly» (переклад: «Я навчуся літати»)
- «I feel it coming together»(переклад: «Я відчуваю це все ближче»)
- «Remember my name» (переклад: «Запам'ятай моє ім'я»)

## Цікаві факти
- Дія фільму відбувається в реальному престижній Нью-Йоркській школі музичного мистецтва та акторської майстерності. Зараз вона широко відома як Школа «Слави». Раніше в стінах школи навчалися: Лайза Мінеллі, Едріан Броуді, Дженіфер Еністон, Аль Пачіно та інші зірки.
- Режисер Кевін Танчароен — всесвітньо відомий хореограф і режисер-постановник, який встиг попрацювати з Мадонною, Брітні Спірс, The Pussycat Dolls, Крістіною Агілерою, Дженніфер Лопес, Джесікою Сімпсон, 'N Sync, Тайрізом Гібсоном та Майклом Джексоном.
- Слогани на плакатах відсилають до слів пісні Irene Cara «Fame», звучала в однойменному фільмі Алана Паркера 1980 року.

## Музика

### Саундтрек
1. Raney Shockne - «Welcome to P.A.» (0:53)
2. Naturi Naughton[en] - «Fame» (3:26)
3. Anjulie[en] - «Big things» (2:52)
4. Asher Booke - «Ordinary people» (4:16)
5. Hopsin, Ak'Sent[en], Tynisha Keli[en], Donte «Burger» Winston - «This is my life» (3:23) (Музична сцена в їдальні)
6. Naturi Naughton[en] - «Out here on my own» (3:23)
7. Raney Shockne feat. Stella Moon - «Street hustlin'» (1:24)
8. Santigold - «You'll find a way» (Switch & Sinden remix) (3:13)
9. Naturi Naughton[en] feat. Collins Pennie - «Can't hide from love» (3:41)
10. Sam Sparro[en] - «Black & Gold» (3:31) (Танець Еліс з дівчатами)
11. Collins Pennie feat. Ashleigh Haney - «Back to back» (2:57)
12. Raney Shockne feat. Eddie Wakes - «I put a spell on you» (2:28)
13. Naturi Naughton[en] feat. Collins Pennie - «Get on the floor» (3:48) (Виступ Маліка і Деніз в клубі)
14. Asher Booke - «Try» (3:27)
15. Меган Маллаллі - «You took advantage of me» (3:16)
16. Rachael Sage[en] - «Too many women» (Damon Elliott remix) (2:59)
17. Asher Booke - «Someone to watch over me» (3:21)
18. Raney Shockne feat. Oren Waters - «You made me love you» (2:57)
19. Naturi Naughton[en], Asher Booke and Kay Panabaker - «Hold your dream» (5:36) (Випускний)

## Студії
- Виробництво: Metro-Goldwyn-Mayer, Lakeshore Entertainment и United Artists
- Спецефекти: Proof
- Студія дубляжу: Піфагор
- Прокат: West (Росія) та MGM/UA (США)